# 中医药大学站 (杭州市)
中医药大学站是杭州地铁4号线西南段的一个站点，位于中华人民共和国浙江省杭州市滨江区浦沿街道浙江中医药大学西侧，浦沿路和东信大道交叉口以南，沿浦沿路南北向布置。是4号线、6号线的同台换乘站，2018年1月9日建成通车。

## 历史
- 2015年5月18日，车站开工[2]
- 2018年1月9日，车站随4号线一起开放。
- 2020年12月30日，6号线车站开通[3]。

## 车站结构
中医药大学站为地下三层上下叠岛式车站。车站总长303.5米，宽26.3米，深约26.0米，站台宽度15米。共设3个出入口和2组风亭，预留1个接口。每个站台上都设有厕所。
4号线右线位于地下三层，左线位于地下二层，与6号线设有联络线。
- -3层站台，左侧的6号线（往枸桔弄）和右侧的4号线（往池华街）可在此层同台换乘
- -2层6号线站台
- 6号线预留站台（2018年）

### 楼层分布
| 1层  | 地面     | 出入口                             |  |  |
| -1层 | 站厅     | 换乘通道、票务服务、自动售票机     |  |  |
| -2层 |          | █ 4号线 往浦沿（杨家墩）           |  |  |
|      | 岛式站台 |                                    |  |  |
|      |          | █ 6号线 往桂花西路或双浦（西浦路） |  |  |
| -3层 |          | █ 4号线 往池华街（联庄）           |  |  |
|      | 岛式站台 |                                    |  |  |
|      |          | █ 6号线 往枸桔弄（伟业路）         |  |  |

### 出入口
| 编号          | 指示       | 建议前往的目的地                            | 照片 |
| ------------- | ---------- | ------------------------------------------- | ---- |
| A             | 浦沿路东侧 | 东信大道、南环路                            |      |
| B             | 浦沿路西侧 | 东信大道、六和路                            |      |
| C             | 浦沿路西侧 | 滨文路、新浦路 积家小区、浙新小区、天鸿君邑 |      |
| D             | 浦沿路东侧 | 滨文路 浙江中医药大学、浙江警察学院         |      |
| 註： 设有电梯 |            |                                             |      |

## 接驳交通
- 杭州公交

B口：地铁中医药大学站B口
C、D口：新生
- 杭州公共自行车

## 附近单位
- 浙江中医药大学（滨文校区）
- 东方通信科技园
- 浙江省杭州第二中学（滨江校区）

## 事故
2016年7月8日22：30，中医药大学站南基坑施工时，发生基坑土体突涌。事发后，施工单位第一时间启动应急预案，组织人员进行救援。市地铁集团接报后，迅速赶赴现场指挥。市交警、特警、消防，以及滨江区等有关单位人员立即赶赴现场配合抢险。此事故造成4人死亡，4人受伤。事故未对地铁基坑安全造成影响。